# قلب من ذهب (أغنية)
قلب من ذهب (بالإنجليزية: Heart of Gold)‏ أغنية للمغني وكاتب الاغاني الكندي نيل يونغ، وصدرت ضمن ألبوم «هارفست Harvest» عام 1972، وهي أغنية يونج الوحيدة التي صعدت للمركز الأول في الولايات المتحدة حتى الآن. أحتلت المركز الأول في كندا على قائمة أفضل الأغاني الفردية في 8 أبريل 1972، وفي ذلك التاريخ احتل يونج المركز الأول في كل من قوائم الأغاني الفردية والالبومات. صنفتها بيلبورد على أنها الأغنية رقم 17 لعام 1972، وفي عام 2004، صنفتها مجلة «رولينج ستون» في المرتبة رقم 297 في قائمة أفضل 500 أغنية على الإطلاق، ورقم 303 في قائمة محدثة لعام 2010.

## طاقم العزف والتسجيل
- نيل يونغ: غناء رئيسي وجيتار صوتي (أكوستك) وهارمونيكا
- تيدي ايروين: جيتار
- بن كيث: جيتار معدني بضغط القدم
- تيم دروموند: جيتار باس
- كيني باتري: طبول
- جيمس تايلور: غناء مساند
- ليندا رونستادت: غناء مساند[7]

## خلفية الأغنية
كانت الأغنية واحدة من سلسلة من المقطوعات الصوتية الناعمة التي كتبها يونج جزئيًا نتيجة لإصابة في ظهره، حيث أصبح غير قادر على الوقوف لفترات طويلة من الزمن، ولهذا لم يستطع يونج العزف على جيتاره الكهربائي وعاد إلى جيتاره الأكوستيك، الذي يمكن العزف عليه متمددًا أو جالسًا، كما عزف على الهارمونيكا الخاصة به خلال الأجزاء الموسيقية الثلاثة، بما في ذلك مقدمة الأغنية. اشتملت الأغنية غناءًا مساندًا من المغني الأمريكي جيمس تايلور وأيضًا المغنية الأمريكية ليندا رونستادت، حيث تصادف وجودهما في ناشفيل بولاية تينيسي حيث تم تسجيل الأغنية.

## الاهتمام بالأغنية
اعترف بوب ديلان في عام 1985، أنه لا يحب سماع هذه الأغنية، على الرغم من إعجابه الدائم بنيل يونج حيث قال: "كانت المرة الوحيدة التي أزعجني فيها أن يبدو شخص ما مثلي. عندما كنت أعيش في فينيكس، أريزونا، في عام 72، كانت الأغنية الأكثر بثًا في ذلك الوقت هي «قلب من ذهب»، كنت أكرهها عندما تبث على المذياع. لطالما أحببت نيل يونج، لكنه كان يزعجني في كل مرة استمعت فيها إلى «قلب من ذهب». أعتقد أنه كان في المركز الأول لفترة طويلة، وكنت أقول، "اللعنة، هذا أنا، إذا كان هناك شخص يبدو مثلي، فيجب أن يكون أنا".
في عام 2005، تم تسمية «قلب من ذهب» بأنها ثالث أعظم أغنية كندية على الإطلاق، حسب محطة الإذاعة الكندية «سي بي سي 1 CBC Radio One».
حصلت الأغنية على جائزة الأسطوانة الذهبية من «جمعية صناعة التسجيلات الأمريكية RIAA»، لوصول مبيعاتها لأكثر من مليون اسطوانة في أسواق الولايات المتحدة.
حصلت على الجائزة الفضية من «رابطة صناعة التسجيلات البريطانية BPI»، لوصول مبيعاتها لأكثر من 200000 نسخة في الأسواق البريطانية.

## نسخ أخرى للأغنية
قام العديد من المغنيين (94 فنان) بإصدار نسخهم من «قلب من ذهب» ومن أشهرهم: ويلي نيلسون - فريق بوني ام - جوني كاش - فريق روكسيت - توري آموس - جيمس تايلور وأخرين.

## كلمات الأغنية
اريد ان اعيش، اريد ان اعطي I want to live, I want to give
كنت عامل تنقيب عن قلب من ذهب I've been a miner for a heart of gold
إنها هذه التعبيرات، التي لم أمنحها من قبل It's these expressions, I never give
هذا يجعلني أبحث عن قلب من ذهب That keep me searching for a heart of gold
وأنا أتقدم في العمر And I'm getting old
يجعلني أبحث عن قلب من ذهب Keep me searching for a heart of gold
وأنا أتقدم في العمر And I'm getting old
ذهبت إلى هوليوود، ذهبت إلى ريدوود I've been to Hollywood, I've been to Redwood
عبرت المحيط لقلب من ذهب I crossed the ocean for a heart of gold
كنت أحيا داخل عقلي، إنه خط رفيع I've been in my mind, it's such a fine line
هذا يجعلني أبحث عن قلب من ذهب That keeps me searching for a heart of gold
وأنا أتقدم في العمر And I'm getting old
يجعلني أبحث عن قلب من ذهب Keeps me searching for a heart of gold
وأنا أتقدم في العمر And I'm getting old
يجعلني أبحث عن قلب من ذهب Keep me searching for a heart of gold
أنت تجعلني أبحث، وأنا أتقدم في العمر You keep me searching and I'm growing old
يجعلني أبحث عن قلب من ذهب Keep me searching for a heart of gold
لقد كنت عامل تنقيب عن قلب من ذهب I've been a miner for a heart of gold

## وصلات خارجية
https://www.youtube.com/watch?v=X3IA6pIVank قلب من ذهب (أغنية)
https://www.songfacts.com/facts/neil-young/heart-of-gold قلب من ذهب (أغنية)